# Himlen kan vänta (album)
Himlen kan vänta är ett musikalbum av musikgruppen Drängarna, släppt 2006. Det nådde som högst 51:a plats på den på svenska albumlistan.

## Låtlista
| Nr  | Titel                        | Låtskrivare                                 | Längd |
| --- | ---------------------------- | ------------------------------------------- | ----- |
| 1.  | "Såpornas kung"              | Robert Åhlin                                | 3:37  |
| 2.  | "Ei sai peittää"             | Robert Åhlin                                | 3:06  |
| 3.  | "Himlen får vänta"           | Robert Åhlin                                | 3:38  |
| 4.  | "Semester"                   | Robert Åhlin                                | 3:32  |
| 5.  | "Fyllecell"                  | Johan Sahlén                                | 2:59  |
| 6.  | "Bonde söker fru"            | Olav Fossheim, Lars Mclachlan, Robert Åhlin | 3:23  |
| 7.  | "Raggaren"                   | Robert Åhlin                                | 3:35  |
| 8.  | "Jag kysste henne våldsamt"  | Anders F. Rönnblom                          | 3:03  |
| 9.  | "Player"                     | Robert Åhlin                                | 3.17  |
| 10. | "Svep vi ska dra"            | Johan Sahlén                                | 3:44  |
| 11  | "I natt är hela staden vår"  | Peo Thyrén                                  | 2:52  |
| 12. | "Jag kommer aldrig hem igen" | Olav Fossheim                               | 3.44  |
| 13. | "Vill du ligga med mig"      | Robert Åhlin                                | 7:05  |